# West Feliciana Parish
West Feliciana Parish is een parish in de Amerikaanse staat Louisiana.
De parish heeft een landoppervlakte van 1.052 km² en telt 15.111 inwoners (volkstelling 2000). De hoofdplaats is [[St.

## Bevolkingsontwikkeling
Francisville (Louisiana)|St. Francisville]].